# Pogogyne clareana
Pogogyne clareana là một loài thực vật có hoa trong họ Hoa môi. Loài này được J.T.Howell miêu tả khoa học đầu tiên năm 1973.